# Morys
Morys is een geslacht van vlinders van de familie dikkopjes (Hesperiidae), uit de onderfamilie Hesperiinae.

## Soorten
- M. compta (Butler, 1877)
- M. geisa (Möschler, 1878)
- M. sinta Evans, 1955
- M. sobra Mielke, 1968
- M. subgrisea (Mabille, 1897)
- M. subviridis (Hayward, 1940)
- M. valerius (Möschler, 1878)
- M. yahua Evans, 1955